# Армянский народный танец
Армянский народный танец (арм. Հայկական ժողովրդական պար) — танцевальное искусство армянского народа, неотъемлемая часть армянской культуры. Музыкальный размер — 2/4, 3/8, 4/4, 6/8, 7/8, 9/8. Основные элементы танца сформировались в результате этногенеза армян. В древности танец составлял часть армянских народных театральных представлений (искусство гусанов), о чём упоминают средневековые армянские источники.
Изначально пляски были неотделимы от песен, однако часть танцев со временем утратила текст. Многие песни-пляски (парйэ́рг) отражают древние языческие тотемические культы, связанные с почитанием птиц, зверей, растений: Лорке — перепёлок, Газ-га́з — гусей, Хнки́ цар — ладанного дерева и т. д. В подобных плясках имитируются движения животных: например, в танце Джейрани́ женская красота подчёркивается через движения, напоминающие антилопу. В мужском парном танце Закени́ отражено поклонение тотемным животным, а движения Кочари́ напоминают бодание овнов, почитавшихся в дохристианской Армении.
Существуют различные классификации армянских этнических танцев. Особое место занимают коллективные пляски, из которых самыми популярными являются танцы вида Кочари́, Гёвнд, Вэр-вэри́ и Шоро́р. Многие танцы этих видов происходят из Западной Армении: например, Тамзара́, Батола́, Лутки́ и т. д. Согласно этнографу С. Лисициан, в результате культурного взаимодействия хороводные пляски были заимствованы у армян соседними мусульманскими народами.
Среди сольных плясок восточных армян наиболее известными являются Еранги́ и Шушики́ из Вагаршапата (Эчмиадзина), Унаби́ и Марали́ из Шуши. К мужским сольным танцам относится Ча́лме Да́нге из Мусалера. Их исполняют под музыкальное сопровождение народных инструментов: дудук, тар, даф и др. В городах Закавказья широкое распространение получили так называемые «кавказские» или «азиатские» танцы, зародившиеся в интернациональной среде и лишённые национальных черт: Шалахо́, Таракяма́, Мирзаи́.
Армянские танцы исполняют по различным поводам: в частности, на свадьбах, церковных праздниках, во время или после боевых действий и на других различных праздниках. К основным движениям армянского танца относятся винтообразные движения и прыжки, «двели» — интенсивное продвижение по кругу и вперёд, «сюзьма» — танец с переступаниями и поворотами на месте, «манруки» — мелкие движения, «птуйт» — повороты на месте, а также «чатма» — присядки, «нахатричк» и «нахакайл» — самое первое движение танцевальной фразы, начинающееся с прыжка или с шага соответственно.
Между мужским и женским танцами существуют различия. Для женского танца характерны плавные, спокойные и сдержанные движения. В нём особое внимание уделяется стану, а также движениям рук, среди которых выделяют «цалк» и «маралик» (от марал — «горный олень»). Необычайную выразительность рук в армянском женском танце подчёркивает широко известная метафора средневекового историка Мовсеса Хоренаци: «Назеник пела руками», — так автор описывает искусную пляску актрисы II века н. э. Мужскому танцу присущи более разнообразные движения, выполняемые энергично, чётко, с темпераментом.

## История

### Древние времена и средневековье

Древнеармянский гусан-мимос, исполняющий пантомимический танец

В ходе этногенеза армянского народа происходило как слияние различных племенных танцевальных обрядов, так и сохранение местных танцевальных черт отдельных регионов. На этой базе сформировались основные элементы армянских плясок, которые в дальнейшем пополнялись новыми.
В Ванском царстве (IX—VI вв. до н. э.), согласно клинописным источникам, проводились сезонно-аграрные ритуалы, посвященные верховному богу Халди — богу винограда и виноделия. Эти обряды включали в себя пляски и песнопения, которые обозначались термином ẖalu — «ритуал, церемония». Данное слово связано с арм. хаг «танец, игра, театр». Сцены с изображениями музыкантов и танцоров сохранились на древних урартских поясах.
В Древней Армении также имели место пародийные сатирические танцы. Кроме того, пляски зачастую выступали «атрибутом эпической песни». В III—II вв. до н. э. в Армении существовала сеть культурных центров: Армавир, Ани, Аршамашат, Багаран, Арташат и др. В этих городах имелись храмы, в которых выступали танцовщицы и танцоры. Также важную роль играли знатоки танцев, которые во время праздников и народных гуляний руководили плясками.
Согласно древнеармянскому историку Мовсесу Хоренаци (V век), провинция Гохтн (Нахиджеван) славилась своими сказителями, певцами, танцорами и музыкантами. Пляски сопровождались песнями под звуки бамбирна. В «Истории Армении» упоминается танцовщица II века н. э. Назеник, которая, по словам историка, «пела руками», исполняя древнеармянские пантомимические пляски. Хоренаци также упоминает, что «старейшины из рода Арама» (то есть армяне) во время празднеств разыгрывали представления на мифологические сюжеты с ряженьем и плясками, например, сошествие Ноя и его сыновей с горы Арарат. Странствующие гусаны (мимы, скоморохи) пели, плясали, играли на музыкальных инструментах, исполняли всевозможные акробатические номера.
С V века Армянская Церковь стала выступать против гусанов, ссылаясь на то, что они проводники «злых духов». Богослов Езник Кохбаци выражал свое негодование по поводу представлений с ручными обезьянами или медведями, а католикос Иоанн Мандакуни называл такие зрелища «бесовскими». Несмотря на негодование духовенства, государство не устанавливало строгие законы на народные игрища и танцы.
В XI веке в столице Армянского царства г. Ани на площадях проводились танцевальные торжества. Тема танцев также затрагивается в XII веке армянским баснописцем Варданом Айгеци в басне «Дрозденок и священник».
Армянские танцы также проиллюстрированы в средневековых миниатюрах. Так, на одной из них, написанной в XIII веке кистью Тороса Рослина в Киликийской Армении, сохранилось изображение пантомимического танца двух обнаженных актрис-вардзак, головы которых покрывают роскошные головные уборы.
Изображения гусанов и вардзак также сохранились в рукописи Григора Ереванци 1649 года, а в Эчмиадзинской Библии присутствуют картины фигур в разных позах, иллюстрирующих танец со змеей и попугаем в руках.

### Плясовой фольклор в XIX—XX вв.
В конце XIX века происходит синтез армянского самобытного искусства с европейским. Армянские музыканты получают образование в семинариях и школах с европейским укладом. В итоге это все выливается в активную запись народных песен. На свет выходят хоровые обработки М. Г. Екмаляна и Х. М. Кара-Мурзы и обработки народных танцев Н. Ф. Тиграняна.
После Октябрьской революции началось изменение условий жизни, что отразилось и на танцевальном искусстве: изменились танцы армянской женщины, так как в них появилось больше свободы движения рук и ног, а также веселость, живость, раскрепощенность. Советская Армения привнесла в танцы соревновательные элементы между мужчиной и женщиной, что увеличило популярность танцев среди молодежи.
В 1923—1924 гг. в Армении были созданы студии танцев, которые впервые стали использовать элементы плясового фольклора. Также под руководством Србуи Лисициан в Тифлисе была организована студия ритма и пластики. В программу обучения были включены городские танцы народов Закавказья и Северного Кавказа. Во время концертов исполнялись переработанные руководителями танцклассов сольные и дуэтные кавказские танцы, например «Шалахо», «Таракяма» или «Кинтаури».
В эти же годы В.А. Аведиковым, С.Т. Мхитаряном в Ереване были открыты школы танцев. В концертах учащихся этих школ-студий исполнялись сольные и дуэтные кавказские танцы: «Шалахо», «Лекури», «Мирзаи», «Энзели», «Таракяма», «Узундара» и др.
В 1920-е годы популярность приобрёл танцевальный ансамбль В. А. Аристакесяна, о выступлении которого восторженно отзывался М. Горький. В 1937 году в Ереване открыли Дом народного творчества, сотрудники которого организовывали семинары для сельских кружков и методически помогали им. Это впоследствии вылилось в коллективные и сольные выступления в разных районах Еревана в 30-40-е годы, что повышало уровень культуры армянского общества.
К 1957 году интерес к фольклорным танцам сильно угас. Однако ситуацию изменило выступление Ашнак Талинского района на фестивале Республики. Появление подлинного армянского танца воодушевило общество. В 1960-е шли активные дискуссии о возвращении в профессиональные танцы народных истоков. В итоге было организована «Неделя армянского народного танца». В течение этой недели разные коллективы выступали с исключительно армянскими танцами по всей АССР.
Не менее важной была и научная деятельность. С 1930 года проводились многолетние исследования армянских танцев. Ученые изучали все, начиная от истории и заканчивая положением частей тела в пространстве. Все результаты исследований обобщены в двухтомнике С. С. Лисициан «Старинные пляски и театральные представления армянского народа».
В течение всего советского периода сотрудниками Института археологии и этнографии АН АрмССР в ходе экспедиций был собран богатый этнографический материал: было записано свыше 3 000 плясок, театральных представлений, игр, праздничных и других обрядов различных регионов Армении.

## Классификация армянских танцев
Существуют различные классификации армянских народных танцев:
1. Обрядовые и бытовые.

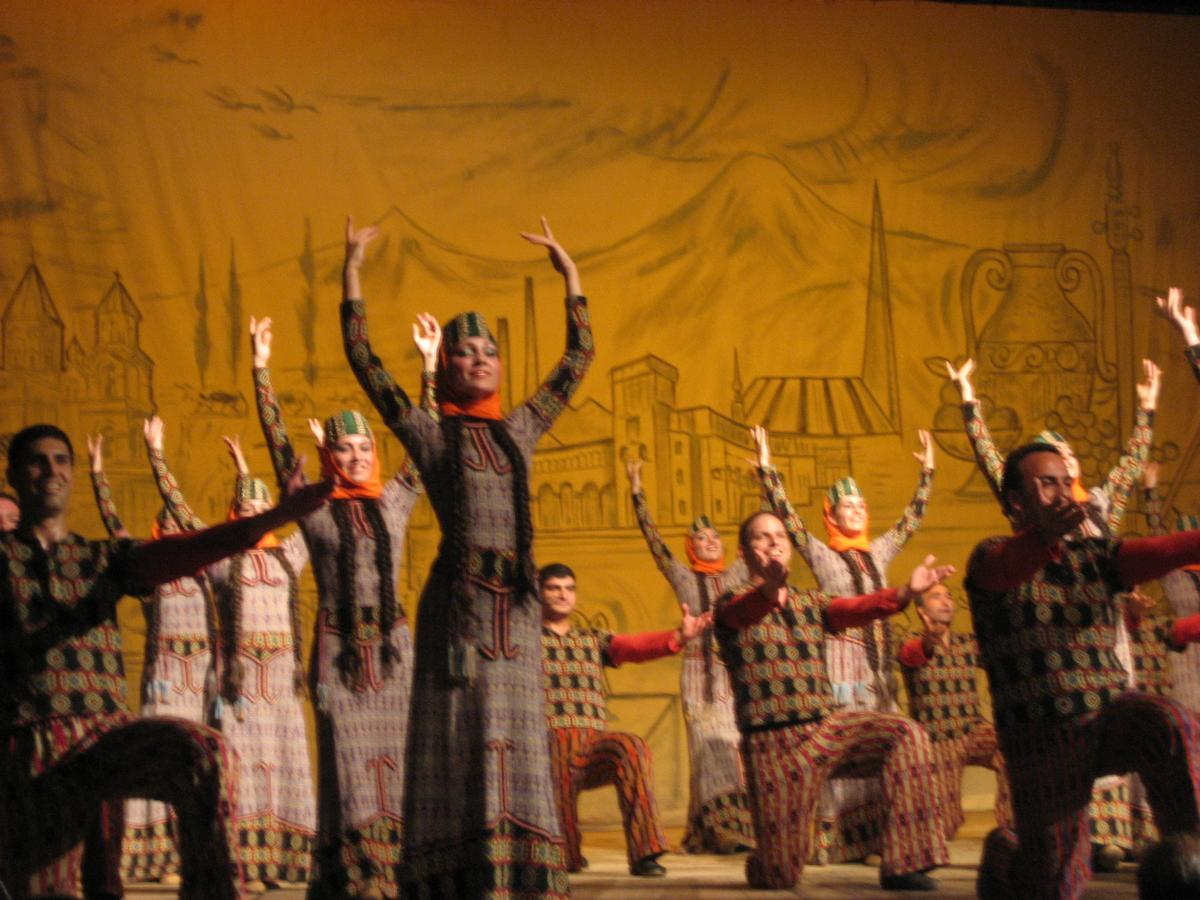

2. Сольные, дуэтные, групповые и коллективные, всенародные пляски.
3. Эпические, трудовые, скорбно-поминальные, погребальные, свадебные, военные, дорожные, пастушьи, охотничьи, шуточные, сатирические, лирические (любовные и прочие) и т. д.
4. Взрослые (мужские, женские, совместные) и детские (светские и обрядовые; для девочек, мальчиков, смешанные) пляски.

Также выделяются народные танцы по виду сцепления рук:
1. ладонями.
2. за мизинцы.
3. за талию.
4. положив на плечи соседей, на локти, на запястья.

## Характеристика
В старину плясали чаще всего под пение и музыку. Затем единство песенного текста, музыки и плясового действа стали распадаться. Инструментальное сопровождение потеснило вокальное, словесные тексты стали забываться (например, в танце Лутки́). Песни-пляски, в основном, назывались по одной из строк припева. Текстовые утраты со временем сказались на сохранности названия пляски: оно сокращалось, а то и забывалось вовсе. Названия видов плясовых фигур и отдельных na оказались более устойчивыми. Они-то с некоторых пор и стали давать названия пляскам.
Исполнялись танцы под музыкальное сопровождение зурны, дудука, дхола. В Амшене (исторический регион на побережье Чёрного моря) также танцуют под аккомпанемент камана.
Пляски и песни-пляски исполнялись в различных помещениях жилого дома — в церковном дворе и в местах богомолья, на улице, площади, кладбище, лужайке, поле, на склоне горы, на летнем пастбище и т. д.

### Коллективные пляски

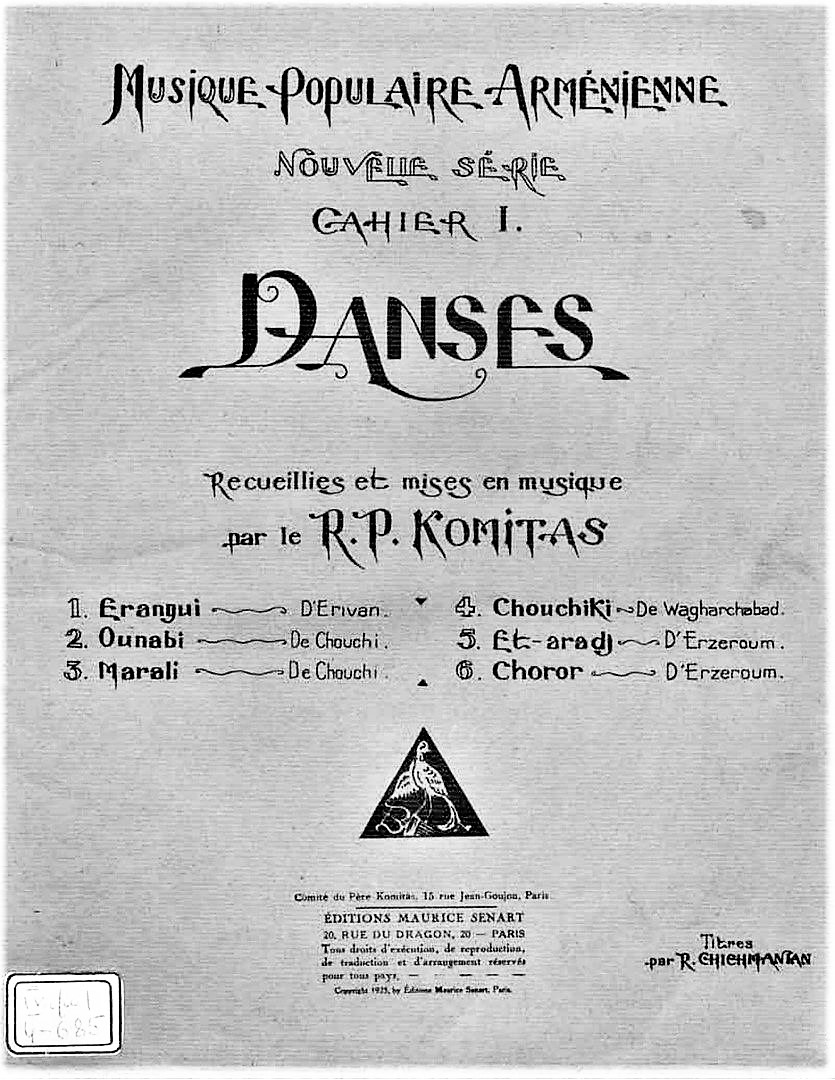
Шесть армянских танцев, записанных Комитасом
(нотная тетрадь, Париж, 1925 г.)

Ведущим коллективных плясок был вожак — параглу́х, парбаши́ («глава пляски») или гёндбаши́ («глава гёнда»). В конце построения стоял танцор, которого именовали поч («хвост»). Порядок построения в танце зависил от самого танца. Например, танец Ишхана́ц танцевали исключительно князья, а в танце Сраба́р не участвовали холостяки.
В коллективных плясках участники вставали часто в круг, реже — в два ряда. Согласно поверьям, круг — это был оберег от злых духов и напастей. Для обозначения коллективных плясок в древнеармянском языке имелся свой термин — «парайацел» — պարայածել, где «пар» — круг, а «йацел» — водить. Важным элементом плясок было направление движения: движения влево считались опасными и приносящими неудачу, поэтому в танцах превалировали правосторонние элементы.
К наиболее популярным армянским коллективным танцам относятся пляски вида Кочари́, Вэр-вэри́, Шоро́р и Гёвнд (Говнд, Гёнд). Среди них можно выделить пляски Тамзара́, Батола́, Газ-га́з, Лорке́, Лутки́, Яйли́ (Яллы́, Зопи́) и т. д.

### Сольные танцы
Некоторые сольные женские танцы посвящены фруктовым деревьям — абрикосу, груше, гранату. Такие лирические танцы делятся на 3 последовательные части: медленную-быструю-медленную.
Среди женских сольных плясок особое место занимают такие армянские народные танцы, как Манушаки́, Еранги́, Шушики́, Унаби́, Марали́. Они происходят из Еревана, Вагаршапата (Эчмиадзина), Карина (Эрзерума), Шуши. Они исполнялись под игру народных инструментов (тар, даф, дхол, блул, ней). Данные танцы были записаны и переложены для фортепиано армянским композитором и этнографом Комитасом.
Одним из мужских сольных танцев является Чалме Данге из Мусалера. Данный танец получил распространение в Республике Армения в середине двухтысячных благодаря ансамблю традиционных танцев и песен «Карин», руководителем которого был армянский хореограф Гагик Гиносян.

### Свадебные танцы
Свадебные обрядовые пляски условно делятся на 3 типа:
1. Пляски, посредством которых молодожены пытались вызвать благосклонность предков: «Мать венценосца, выходи».
2. Пляски-обереги, защищавшие молодожен от злых духов: «Пляска со свечами».
3. Пляски, связанные с пережитком «умыкания невест».

В отдельный вид плясок, но связанный со свадьбой, выделяют поминальные пляски. Если отца новобрачного не было в живых, то жених с невестой на следующее утро посещали кладбище, исполняя танец над могилой отца.
Свадебные обрядовые танцы имели магическое значение, целью которого было обеспечение плодовитости семьи и её материального благополучия. Свадебный процесс сопровождался плясками вплоть до брачного ложа. Во время свадебного процесса особую роль играла свекровь, которую приглашали потанцевать, а она, в свою очередь, обязана была прихватить 3-7 лавашей, чтобы, приплясывая, набросать эти лаваши крест-накрест на плечи невестки. В конце своего танца она целовала невестку и своего сына, тем самым обозначая свое благословение на долгую семейную жизнь.

Среди армян популярным является танец невесты — Узундара́, который исполняется девушкой сольно или вместе с будущей свекровью. Родиной танца является Нагорный Карабах. Во время свадьбы невесты также исполняли танцы Нунуфа́р и Ранги́ (Еранги́).

Танец «Сардарапат» — Государственный ансамбль танца Армении

### Военные пляски
Размака́н паре́р («военный пляски») — относительно древний вид плясок, который родился в среде армянских воинов. Темой таких плясок являлись охота, героические сражения или спортивные игры, например Керци́, военно-охотничий танец из Шатаха (совр. Чатак в Турции). Жители Западной Армении отразили в своих танцах их борьбу с их поработителями — турками. Этот вид плясок исполнялся мужчинами. Они обязаны были продемонстрировать свое мастерство во владении оружием, а также физическую силу и ловкость. Одним из самых популярных военных танцев является Ярхушта́, что с персидского переводится как «друг по оружию» («яр» — друг, «хштик» — вид маленького метательного копья). В конце XIX века военные пляски проводились во время свадебного шествия к дому невесты и на обратном пути к дому жениха.

### «Азиатские», или «кавказские», танцы
«Азиатские», или «кавказские», танцы развивались в полиэтнической среде городов Закавказья. В результате смешения различных культурных элементов такие танцы теряли свой этнический характер и в то же время формировали особенности региональной танцевальной культуры. Так, на территории всего Кавказа большую популярность имеет Шалахо́ в различных вариантах его исполнения. Существуют разные точки зрения по поводу его происхождения. Ещё одним танцем, относящимся к данной группе, является Мирзаи́, имеющий иранское происхождение.

## Влияние армянских танцев на соседние народы
Между армянами и соседними народами (турками, курдами, включая езидов) происходило взаимное влияние в танцевальной культуре. Часто турки звали армян в качестве гостей на свои свадьбы, чтобы последние поразили остальных своим танцевальным искусством. Молодые турецкие мужчины исполняли армянские и греческие пляски: например, заимствовали военные танцы типа Цап пар (с хлопками ладонями). Курдские беки так же приглашали армянских певцов и танцоров, чтобы те обучали их сыновей и дочерей коллективным и сольным пляскам. Курдские и турецкие тексты таких песен-плясок сочиняли сами армяне. У турок и курдов-мусульман не было хороводов и совместных танцев мужчин и женщин.
Влияние армянских городских танцев и песен прослеживается в некоторых персидско-азербайджанских мугамах, особенно в танцевальных частях инструментальной музыки. На некоторые виды азербайджанского танца яллы оказали влияние схожие по характеру с яллы армянский Кочари.

## Вокальное сопровождение
Скачите, руки поднимая,

Из круга бесов прогоняя...

Круг сомкните, не проник бы,

Ходорнаг внутрь не проник бы...

Йар, иди букет вяжи,

Злого колдуна стыди

Лихо пляши, ногой ударяй,

Колдуна не подпускай

При луне хоровод ведем,

Ходорнага изведем,

Глаза выколю тебе, Ходорнаг!

Сокрушу тебя, Ходорнаг!..

(Отрывок из артикской песни-пляски)
Вокальное сопровождение было важным элементом всех видов песен-плясок. На литературном армянском языке песни-пляски называли парйэ́рг, но также был распространен термин хаг. Во время исполнения песен-плясок всегда был вожак, который выступал в качестве запевалы. Сначала вожак запевал, следом к танцу подключались девушки и парни, начиная кружиться в танце. Во время танца сохранялось равновесие: если запевали двое парней, то подхватывали двое девушек, а если запевали двое девушек, то подхватывали двое парней. В любовных песенных диалогах слова распределялись по гендерному признаку, то есть девушка поет слова девушки, а парень — парня.
Во время танца, как правило, пели, чередуясь, по двое, но могли петь и по трое, и по четверо. Редко пели более четырёх человек, так как голоса не совпадали. Присутствующий во время танца люд обычно хлопал в ладоши. Само хлопание нередко даже заменяло музыку, выступая в виде ритмо-шумового сопровождения.

## Словесный текст
Словесный текст песен-плясок — один из основных компонентов плясового материала. По числу действующих лиц словесные песни-пляски делятся на
- имеющих форму монолога
- имеющих форму диалога

- имеющие форму полилога

Строфы песен состоят из её основных строк и строк припевов; обычно размер строфы 4 строчки (две основные и две припевные). Заглавие песни определяет первая строка припева, но иногда встречаются словесные песни совсем без припевов. Содержания припевов часто не имеет ничего общего с основным посылом песни, что говорит об искусственном присоединение таких припевов к песням. Иногда припевы несли магически-заклинательные функции, а иногда и молитвенные.
Исконное содержание словесных текстов постепенно рассеивалось. Старые тексты с культовыми магическими содержаниями постепенно заменялись новыми-светскими, сохраняя при этом старые припевы.

## Цифры в армянских танцах
В системе плясок числа имеют особый смысл, например, числа 3, 4, 6, 7, 9, 12:
- Числу 3 соответствует плясовая фигура erek votq`, то есть состоящая из трех шагов. Танцы с такой фигурой исполняются в память о предках.
- Числа 4 и 6 отображены в плясовой фигуре chors votq` и vec votq`, то есть состоящая из четырёх шагов и 6 шагов соответственно. Шаги были направлены поровну влево и вправо. Четность данной плясовой фигуры была обязательна для уравновешивания танца.
- В обрядовых плясках выделяется число 7. Так, в свадебных танцах минимальное количество участников — 7 супружеских пар, у каждой из которых была свеча. Считалось, что такие танцы имеют магический смысл и обеспечивают плодовитость невесты и здоровых детей[3].
- Числам 9 и 12 соответствует количество шагов в танцевальной фразе, от них и произошли названия танцев ine votq`и tasnerku votq`.

### Комментарии
1. ↑  Вариант названия «бамбир» для струнного музыкального инструмента древнеармянских певцов.
2. ↑  Ходорнаг (арм. Խօդօռնագ) - имя злого чародея.

### Видео
- «Ուս ուսի». Կարնո քոչարի.Дата обращения: 17 апреля 2024. Архивировано 17 апреля 2024 года.